# Diaemus youngi
Il vampiro dell'Amazzonia (Diaemus youngi Jentink, 1893) è un pipistrello della famiglia dei Fillostomidi, unica specie del genere Diaemus (Miller, 1906), diffuso nell'America centrale e meridionale.

## Descrizione

### Dimensioni
Pipistrello di medie dimensioni, con la lunghezza della testa e del corpo tra 77 e 115 mm, la lunghezza dell'avambraccio tra 48 e 54 mm, la lunghezza del piede tra 16 e 20 mm, la lunghezza delle orecchie tra 16 e 18 mm e un peso fino a 40 g.

### Caratteristiche craniche e dentarie
Il cranio è corto, con una scatola cranica rotonda e un rostro molto corto. Gli incisivi superiori sono molto grandi ed affilati. Gli incisivi inferiori sono appaiati ed hanno le punte leggermente curvate verso l'interno. Quelli più interni sono tricuspidati.
Sono caratterizzati dalla seguente formula dentaria:

### Aspetto
La pelliccia è sparsa e setosa. Le parti superiori variano dal marrone al bruno-rossastro. Le parti ventrali sono bruno-grigiastre. Il labbro inferiore è attraversato da un solco longitudinale. Le orecchie sono triangolari, più lunghe che larghe. Il trago è ricoperto di peli sulla superficie anteriore.e privo di dentellature sul margine esterno. Gli occhi sono relativamente grandi e luccicanti. Il muso è corto. Sopra le narici è presente una foglia nasale a forma di M. Due grosse ghiandole sono presenti negli angoli interni della bocca. Il bordo d'entrate e la punta delle ali sono bianchi, come la membrana tra il secondo e il terzo dito. Il pollice è relativamente corto e fornito di un cuscinetto alla sua base. L'uropatagio è ridotto, a forma di U e leggermente ricoperto di peli. È privo di coda e del calcar. Il cariotipo è 2n=32 FNa=60.

### Ecolocazione
Emette ultrasuoni a frequenza modulata tra 40 e 66 kHz e di breve durata.

## Biologia

### Comportamento
Si rifugia negli alberi cavi e in grotte superficiali in piccoli gruppi fino a 30 individui. Le vittime vengono difese dagli altri vampiri attraverso grida acute e mostrando i denti.

### Alimentazione
Si nutre principalmente di sangue di uccelli, come pollame, piccioni e talvolta anche di capre. Attacca volatili fino a 200 grammi di peso.

### Riproduzione
Si riproduce probabilmente durante tutto l'anno. Femmine che allattavano sono state osservate in agosto e ottobre.

## Distribuzione e habitat
Questa specie è diffusa nell'America tropicale, dallo stato messicano di Tamaulipas fino al Guatemala nord-occidentale e dal El Salvador attraverso il Nicaragua, Costa Rica, Panama, Colombia, Venezuela, Guyana, Suriname, Guyana francese, Ecuador orientale, Perù, Bolivia, Paraguay e Brasile fino all'Argentina nord-occidentale. È presente anche sull'isola di Trinidad e l'Isla Margarita.
Vive nelle foreste umide o secche, sempreverdi e decidue.

## Conservazione
La IUCN Red List, considerato il vasto areale, la tolleranza a diversi tipi di habitat e la popolazione presumibilmente numerosa, classifica D.youngi come specie a rischio minimo (Least Concern)).